# إعلام تقليدي
الإعلام التقليدي هو الإعلام القديم أو الإعلام الموروث والذي يقصد به وسائل الاتصال والتعبير التقليدية التي كانت موجودة قبل ظهور الإعلام الجديد عبر الإنترنت.
صناعة الإعلام التي تعتبر عموما جزءا من وسائل الإعلام القديمة هي التلفزة والتلفزيون الكبلي والمذياع والسينما واستوديوهات الموسيقى والصحف والمجلات والكتب ومعظم المنشورات المطبوعة.
على الرغم من أن الدراسات تشير إلى أن وسائل الإعلام الجديدة، وفي المقام الأول الإنترنت، تتزايد بشكل قوي، إلا أن استبدال وسائل الإعلام القديمة ليس ظاهرة واسعة الانتشار حتى الآن، ولا توجد أدلة كافية عن ذلك، ولا يزال التلفزيون هو المصدر الأهم والمعتبر للأخبار.

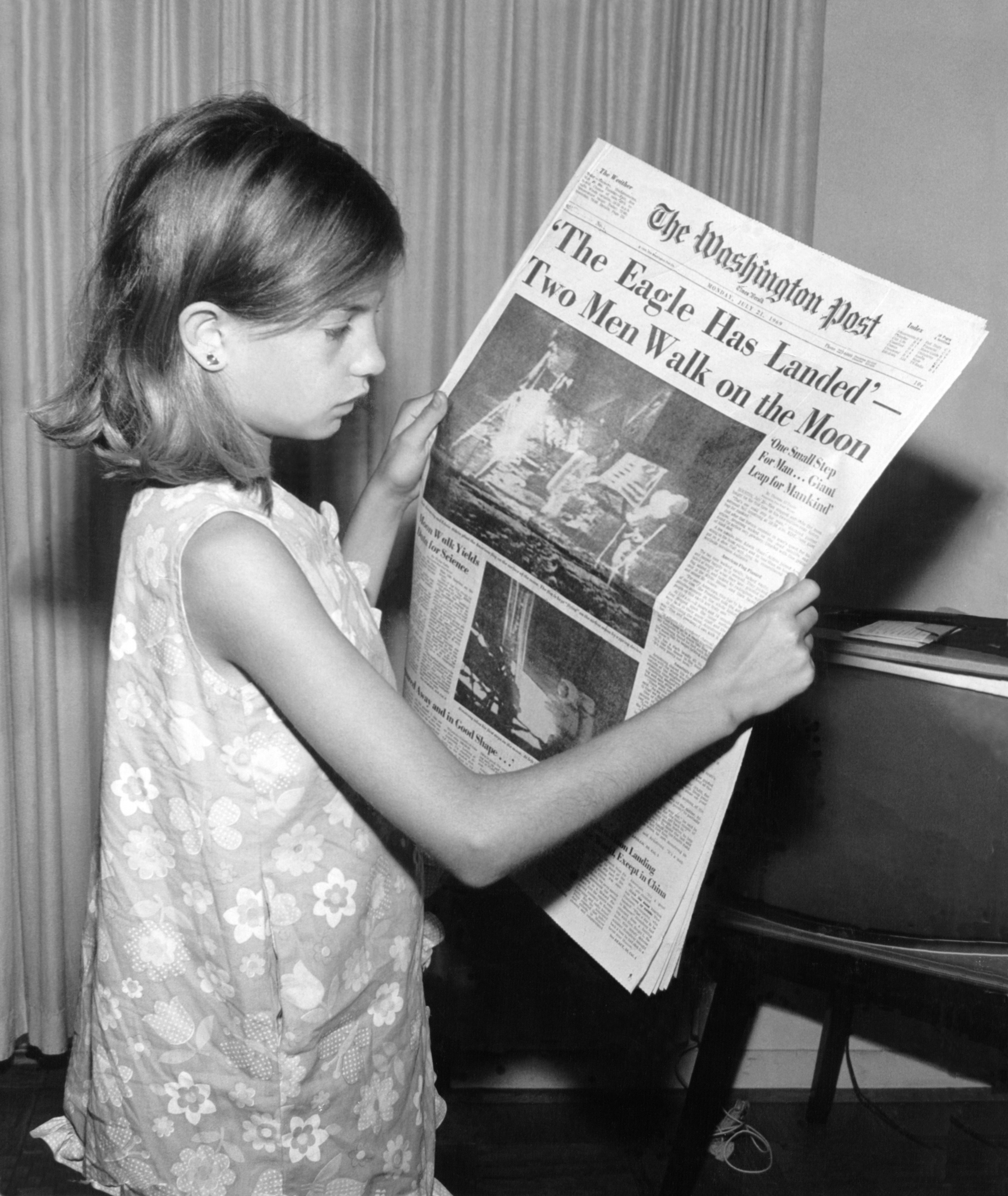
الإعلام التقليدي

الإعلام التقليدي تبقى له مكانته الخاصة لأنه يستقي الأخبار من المصادر لكن التكنولوجيا هي من أهم التحديات التي تواجه الإعلام وتزداد منافستها كلما تطورت تقنياتها. بالإضافة إلى أن تراجع الإعلام التقليدي لم يلغي أهمية الوسائل الإعلامية التقليدية ففي الواقع لا يزال المستخدمون يعتمدون على وسائل الإعلام التقليدي[بحاجة لمصدر].